# Schaumkräuter
Die Schaumkräuter  (Cardamine) sind eine Pflanzengattung in der Familie der Kreuzblütengewächse (Brassicaceae). Die Gattung Zahnwurzen (Dentaria), die lange als eigenständig geführt wurde, wird heute als Untergattung in die Gattung Cardamine integriert. Der deutsche Trivialname Schaumkraut geht wahrscheinlich auf die Schaumzikaden (Cercopidae) zurück, die an manchen Arten häufig zu finden sind und sich zu ihrem Schutz mit einem Schaum umgeben.

## Beschreibung

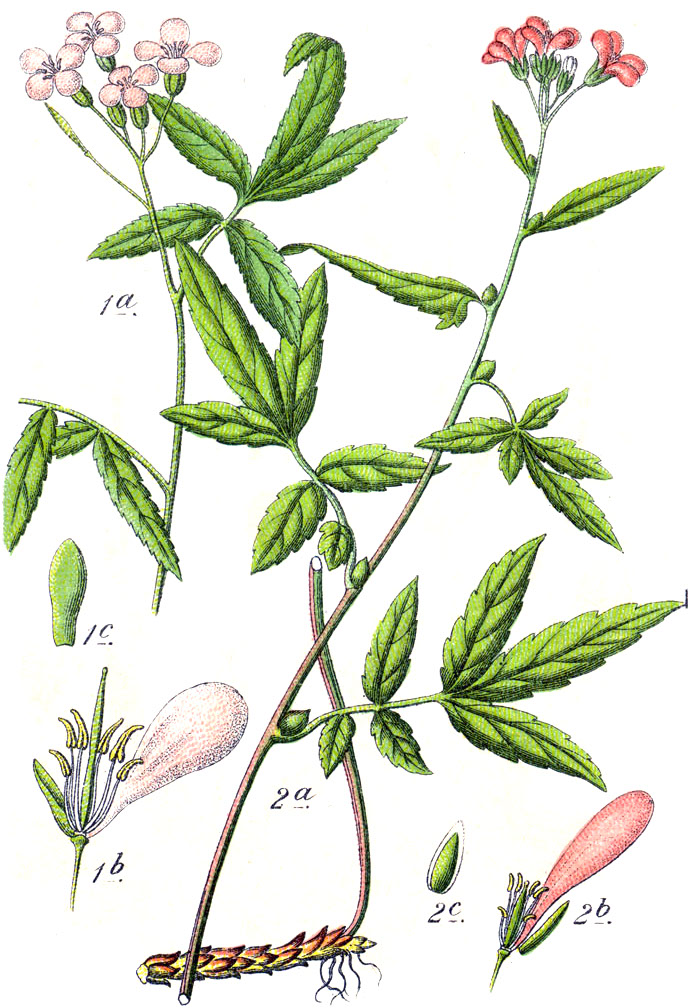
Illustration aus Sturm von 1) Fieder-Zahnwurz (Cardamine heptaphylla) und 2) Zwiebel-Zahnwurz (Cardamine bulbifera)

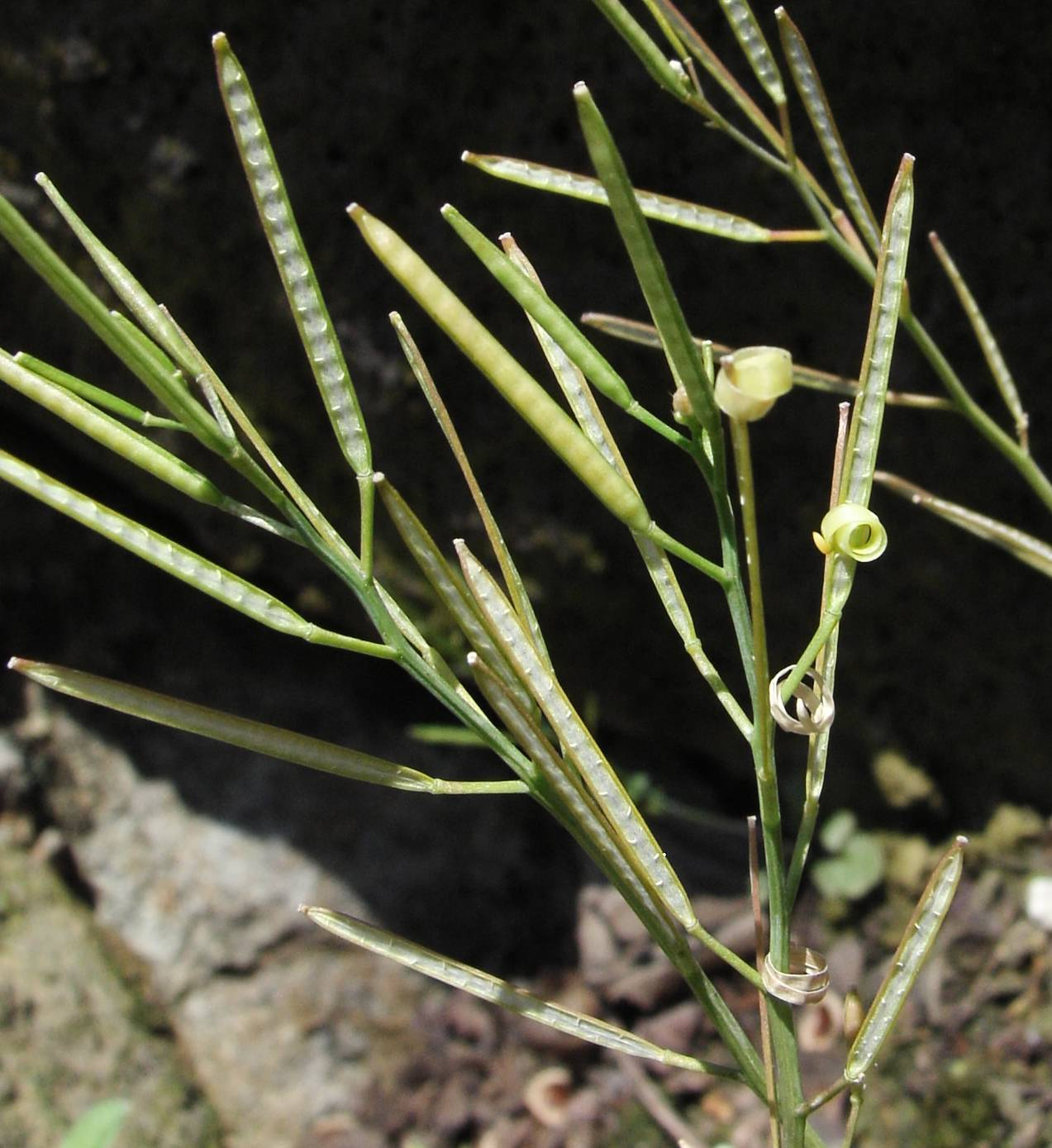
Früchte des Spring-Schaumkraut (Cardamine impatiens)

### Vegetative Merkmale
Die Schaumkraut-Arten sind ein-, zweijährige bis ausdauernde krautige Pflanzen. Oberirdische Pflanzenteile können flaumig mit einfachen Trichomen (Pflanzenhaaren) besetzt sein. Sie wachsen aufrecht. Einige Arten (der ehemaligen Gattung Dentaria) besitzen unterirdische, fleischige und mit Niederblättern besetzte Rhizome, einige Arten bilden Knollen als Überdauerungsorgene und bei Cardamine flagellifera sind Stolonen vorhanden. Die aufrechten, aufsteigenden, niederliegenden bis liegenden Stängel können verzweigt sein.
Die Laubblätter stehen am Rhizom, in grundständigen Rosetten oder meist wechsel-, selten gegenständig oder in Wirteln am Stängel verteilt. Die Laubblätter sind bei der ehemaligen Gattung Dentaria drei- bis fünfzählig gefingert, wobei die Teilblätter über 3 cm lang sind, spitz und in Quirlen stehend. Ansonsten sind die Laubblätter gefiedert mit stumpfen, unter 3 cm langen, gestielten oder sitzenden Fiederblättchen, oder fiederspaltig, oder ungeteilt. Die Blätter sind gestielt oder sitzend, manche sind am Grund herzförmig, allerdings nicht stängelumfassend. Die Blattränder sind glatt, gezähnt oder gelappt.

### Generative Merkmale
Die traubigen Blütenstände stehen einzeln oder zu mehreren in rispige oder schirmtraubige Gesamtblütenständen zusammen und sie enthalten viele Blüten, aber nur Cardamine pattersonii besitzt Tragblätter. Bis zur Fruchtreife verlängern sich die Blütenstände. Die schlanken oder gedrungenen Blütenstiele sind bei der Fruchtreife aufstrebend, sparrig oder zurückgebogen.
Die zwittrigen Blüten sind vierzählig. Die vier meist glatten Kelchblätter sind meist aufrecht oder aufsteigend. Die inneren Kelchblätter sind leicht ausgesackt. Die vier rötlichen, violetten, reinweißen, gelblichweißen oder gelben Kronblätter sind meist über 1 cm lang und sie können genagelt sein, selten fehlen sie. Die Staubbeutel sind gelb oder violett. Es sind meist sechs, selten vier, gleich lange Staubblätter vorhanden. Die mittleren Nektardrüsen können vorhanden sein oder fehlen. Es sind 4 bis 80 Samenanlagen je Fruchtknoten vorhanden. Der kurze oder deutliche Griffel endet in einer kopfigen Narbe ist leicht zweilappig.
Die Schoten sind zusammengedrückt, über 1 mm breit, mindestens 1 cm lang und zur Reife länger als die Fruchtstiele. Die Klappen krümmen sich zur Reife spiralig zusammen. Die Samen stehen in einer Reihe, sie springen bis zur Mitte der Scheidewand vor und bilden eine einzige Längszeile. Sie sind nicht in die Scheidewand eingesenkt, weshalb die Fruchtklappen über den Samen höckrig sind. Die länglichen, eiförmigen oder kugeligen Samen besitzen selten Flügel und sind auch selten gerandet.
Die Chromosomengrundzahlen betragen x = 7, 8.

## Standorte
Die Cardamine-Arten wachsen vorwiegend auf feuchten, humosen Böden.

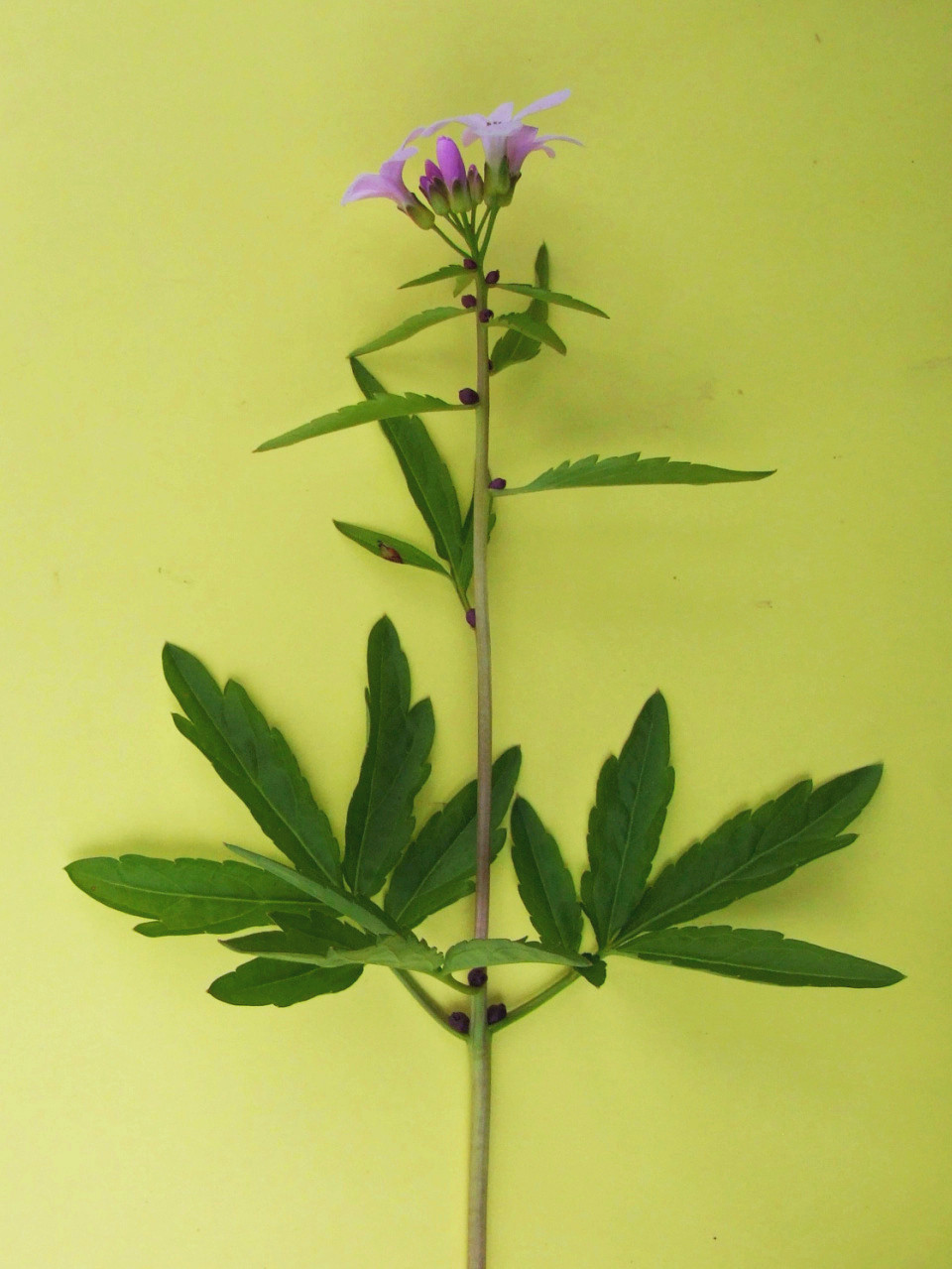
Untergattung Zahnwurz (Subgenus Dentaria): Zwiebel-Zahnwurz (Cardamine bulbifera)

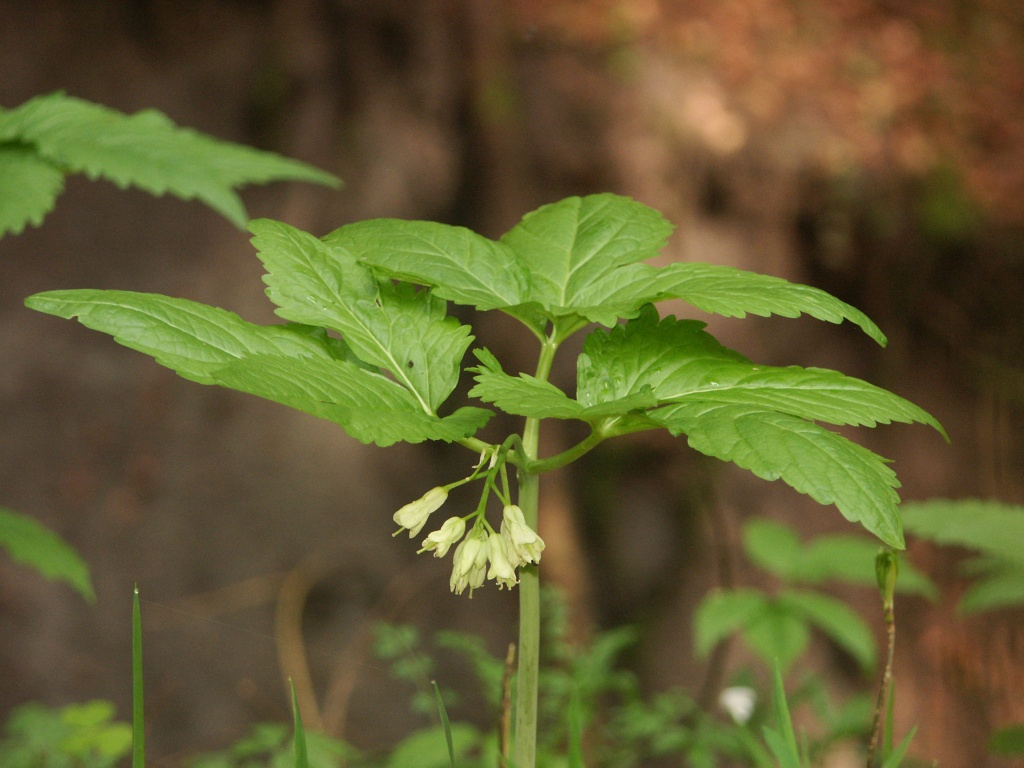
Untergattung Zahnwurz (Subgenus Dentaria): Quirlblättrige Zahnwurz (Cardamine enneaphyllos)

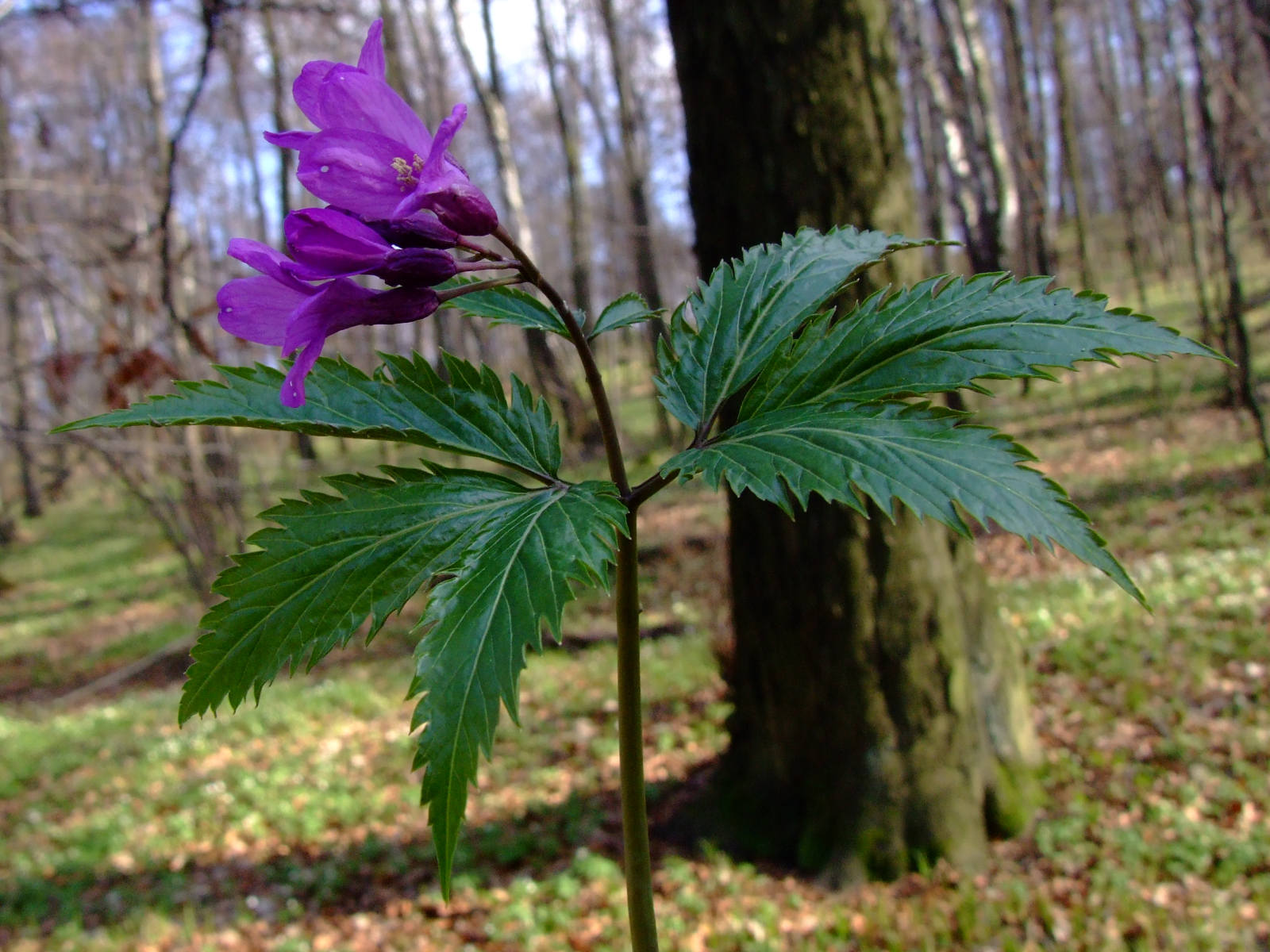
Untergattung Zahnwurz (Subgenus Dentaria): Ausläufer-Zahnwurz (Cardamine glanduligera)

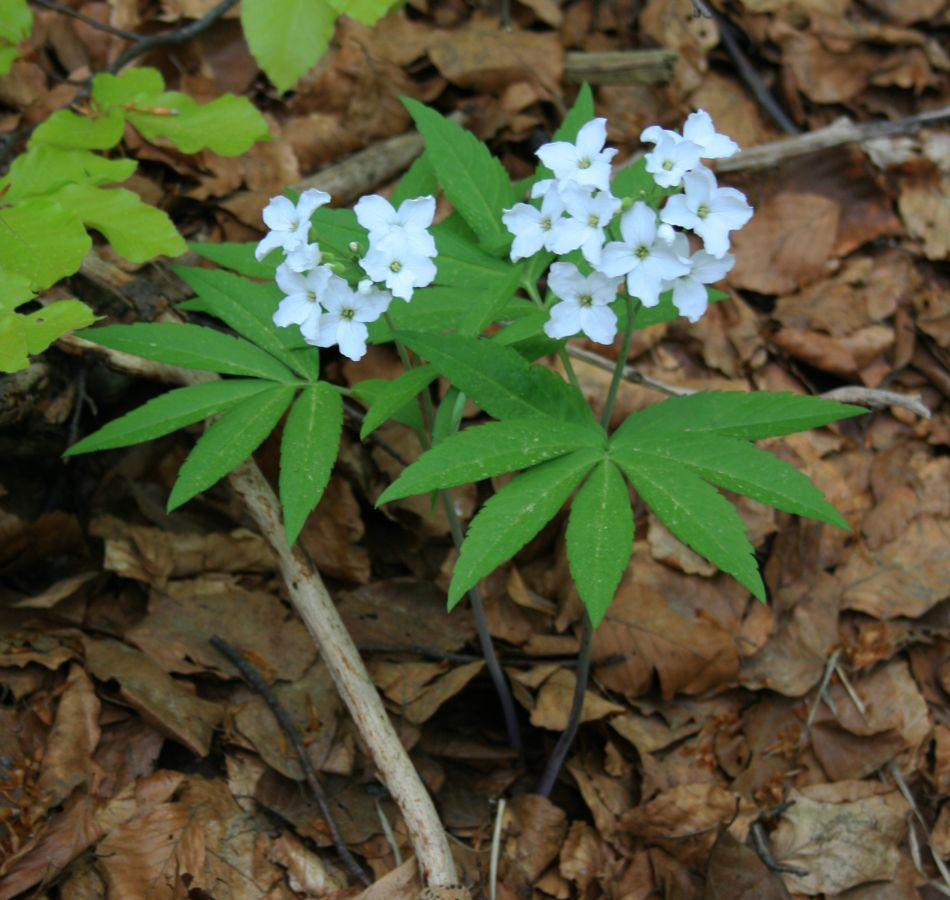
Untergattung Zahnwurz (Subgenus Dentaria): Fieder-Zahnwurz (Cardamine heptaphylla)

## Systematik und Verbreitung
Der Gattungsname Cardamine wurde 1753 durch Carl von Linné Species Plantarum, 2, S. 654–656 erstveröffentlicht. 1913 wurde als Lectotypus die Art Cardamine pratensis L. festgelegt. Synonyme für Cardamine L. sind: Dentaria L. (heute Rang einer Untergattung), Dracamine Nieuwl., Heterocarpus Phil., Loxostemon Hook. f. & Thomson, Porphyrocodon Hook. f., Sphaerotorrhiza (O.E.Schulz) Khokhrjakov. Der Gattungsname Cardamine geht auf vorlinneische Autoren zurück und leitet sich von einem griechischen Wort kardamon für die Gartenkresse ab (vgl. auch „Schaumkresse“).
Die Gattung Zahnwurzen (Dentaria), die lange als eigenständig geführt wurde, wird heute als Untergattung in die Gattung Cardamine gestellt. Die Gattung Cardamine gehört zur Tribus Cardamineae in der Familie der Brassicaceae.
Die Gattung Cardamine ist weltweit verbreitet.

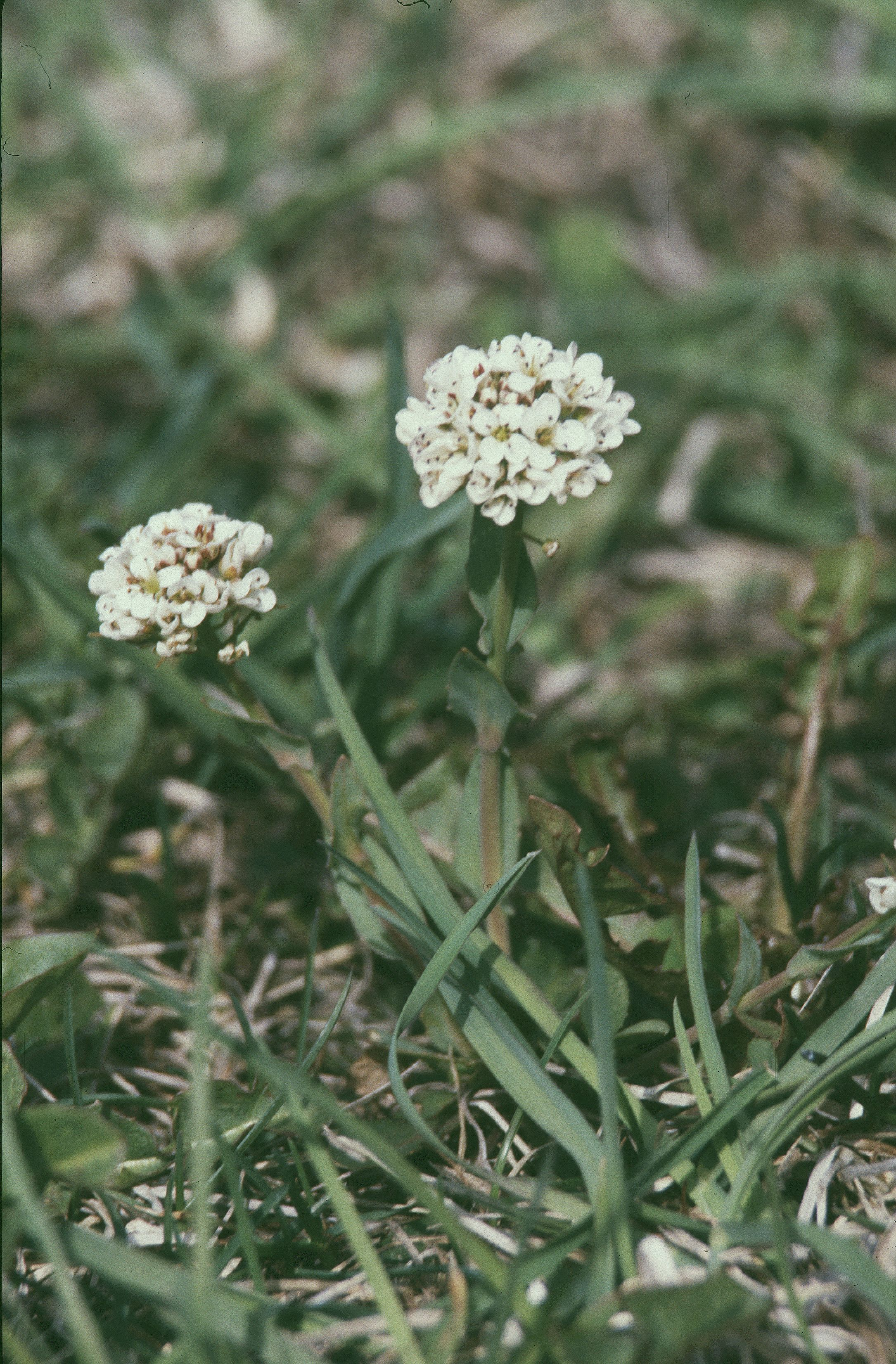
Untergattung Schaumkraut (Subgenus Cardamine): Alpen-Schaumkraut (Cardamine alpina)

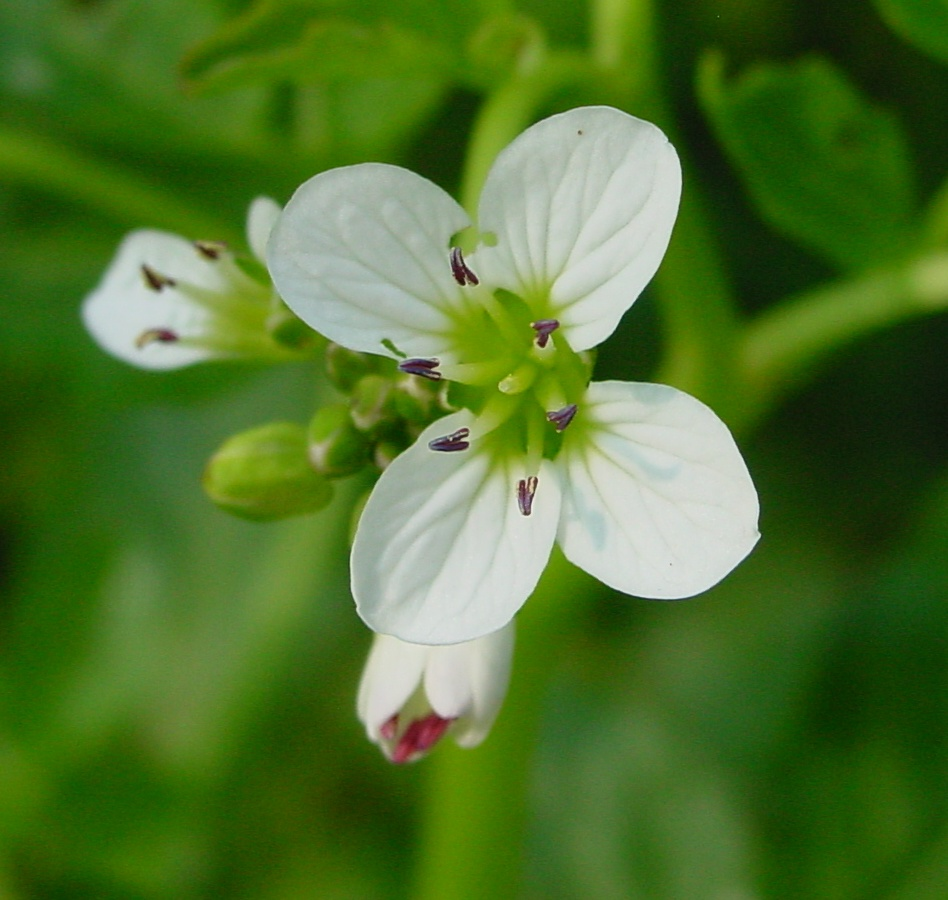
Untergattung Schaumkraut (Subgenus Cardamine): Blüte des Bitteren Schaumkrauts (Cardamine amara)

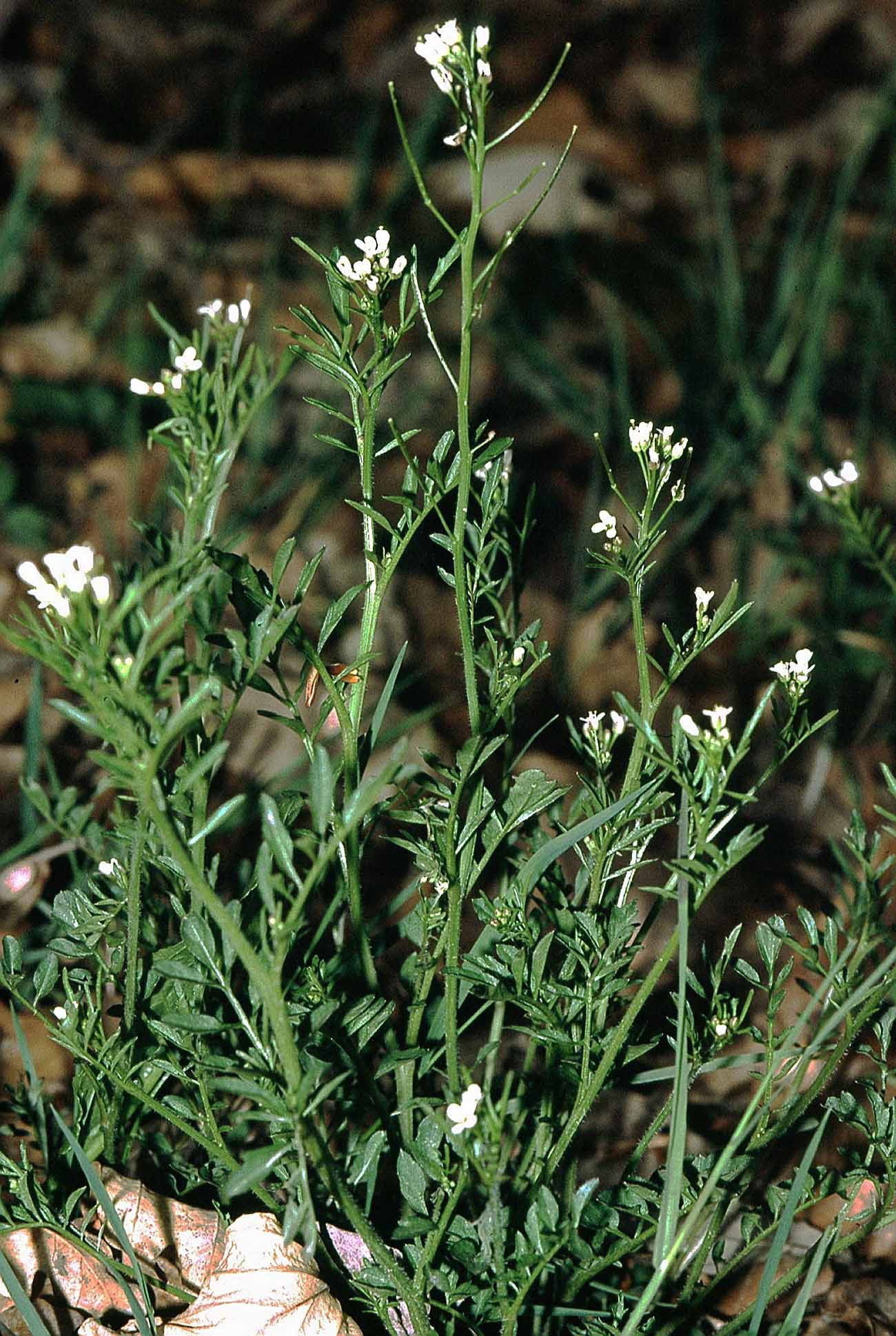
Untergattung Schaumkraut (Subgenus Cardamine): Wald-Schaumkraut (Cardamine flexuosa)

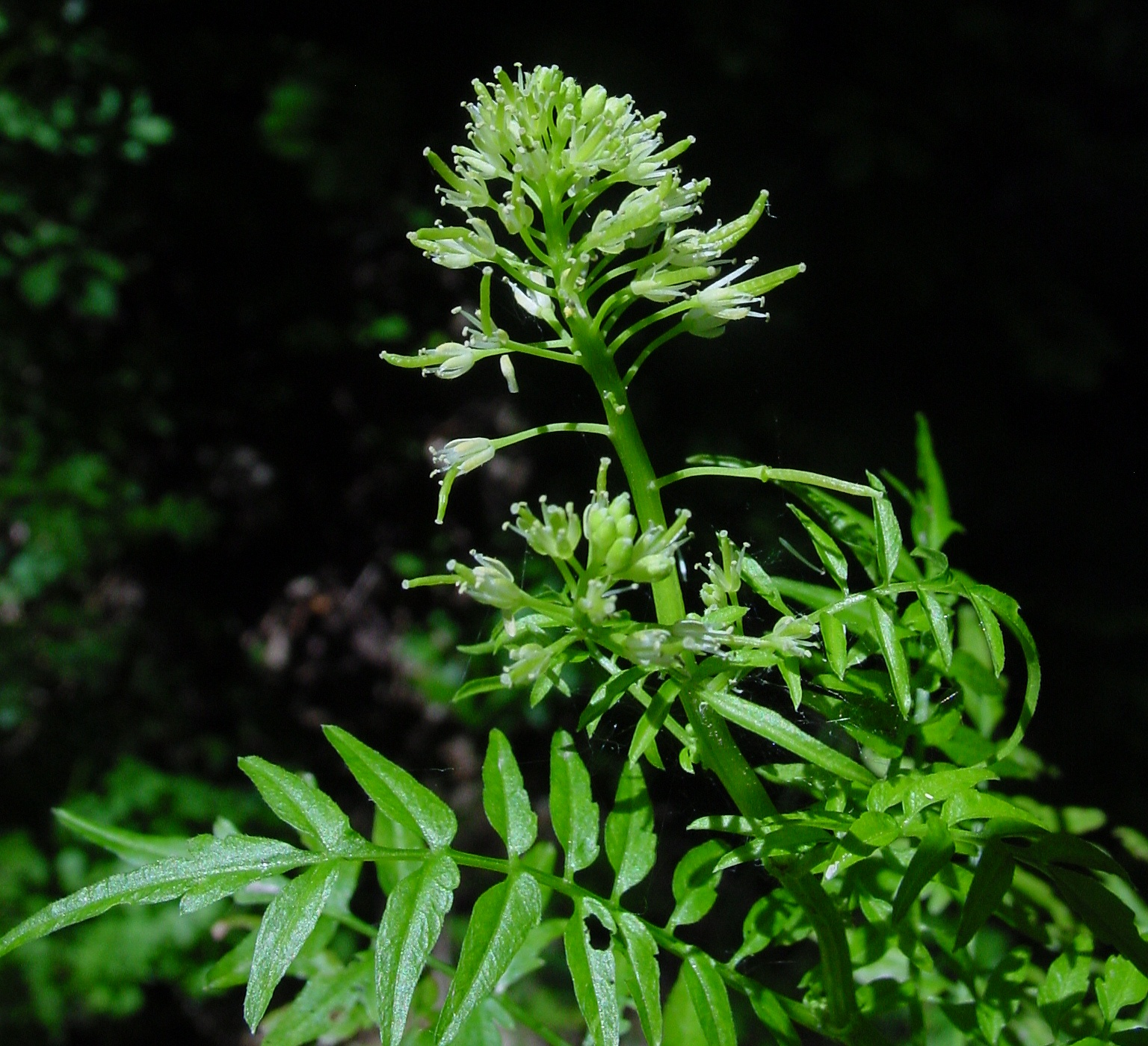
Untergattung Schaumkraut (Subgenus Cardamine): Spring-Schaumkraut (Cardamine impatiens)

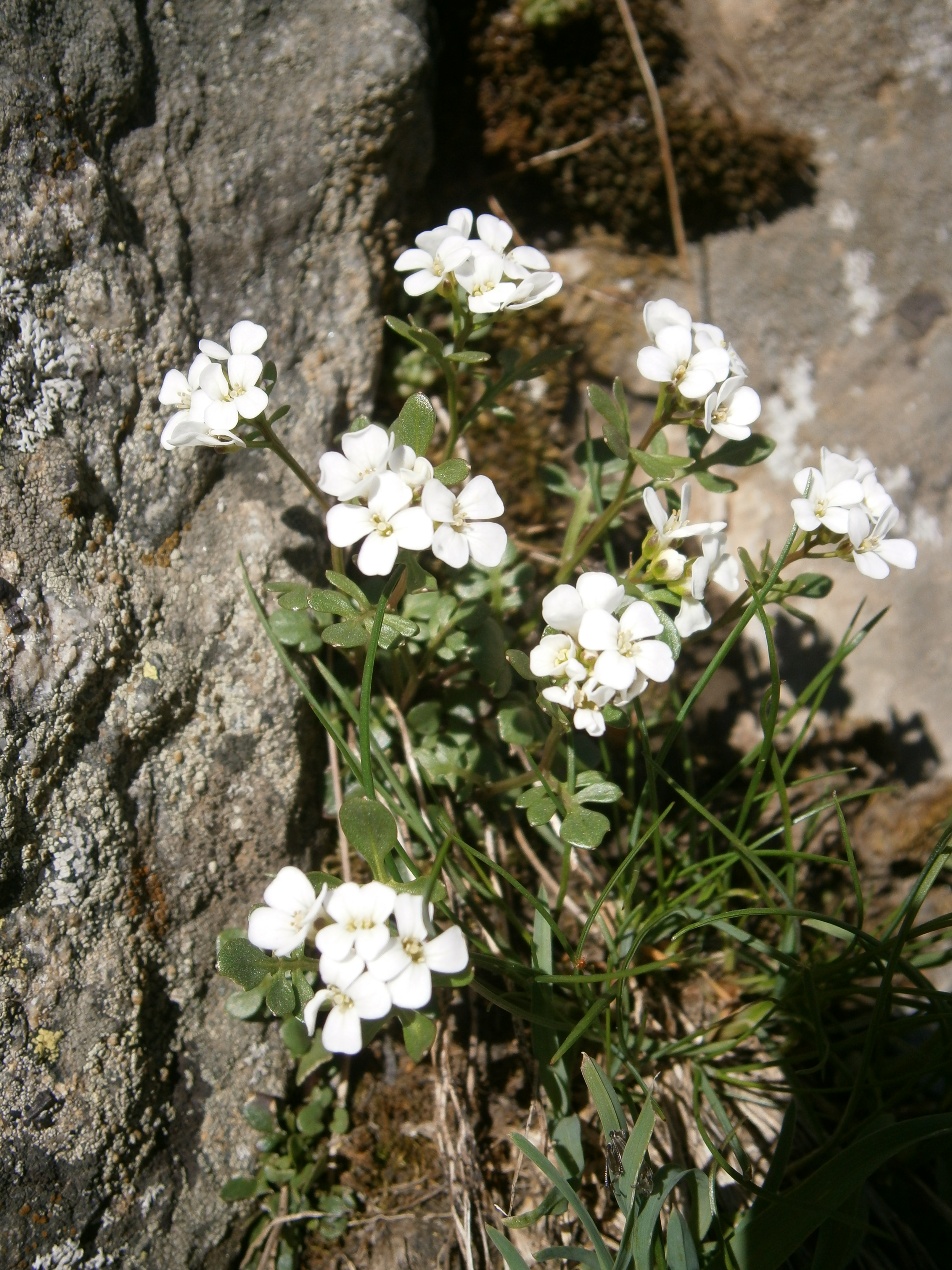
Untergattung Schaumkraut (Subgenus Cardamine): Resedablättriges Schaumkraut (Cardamine resedifolia)

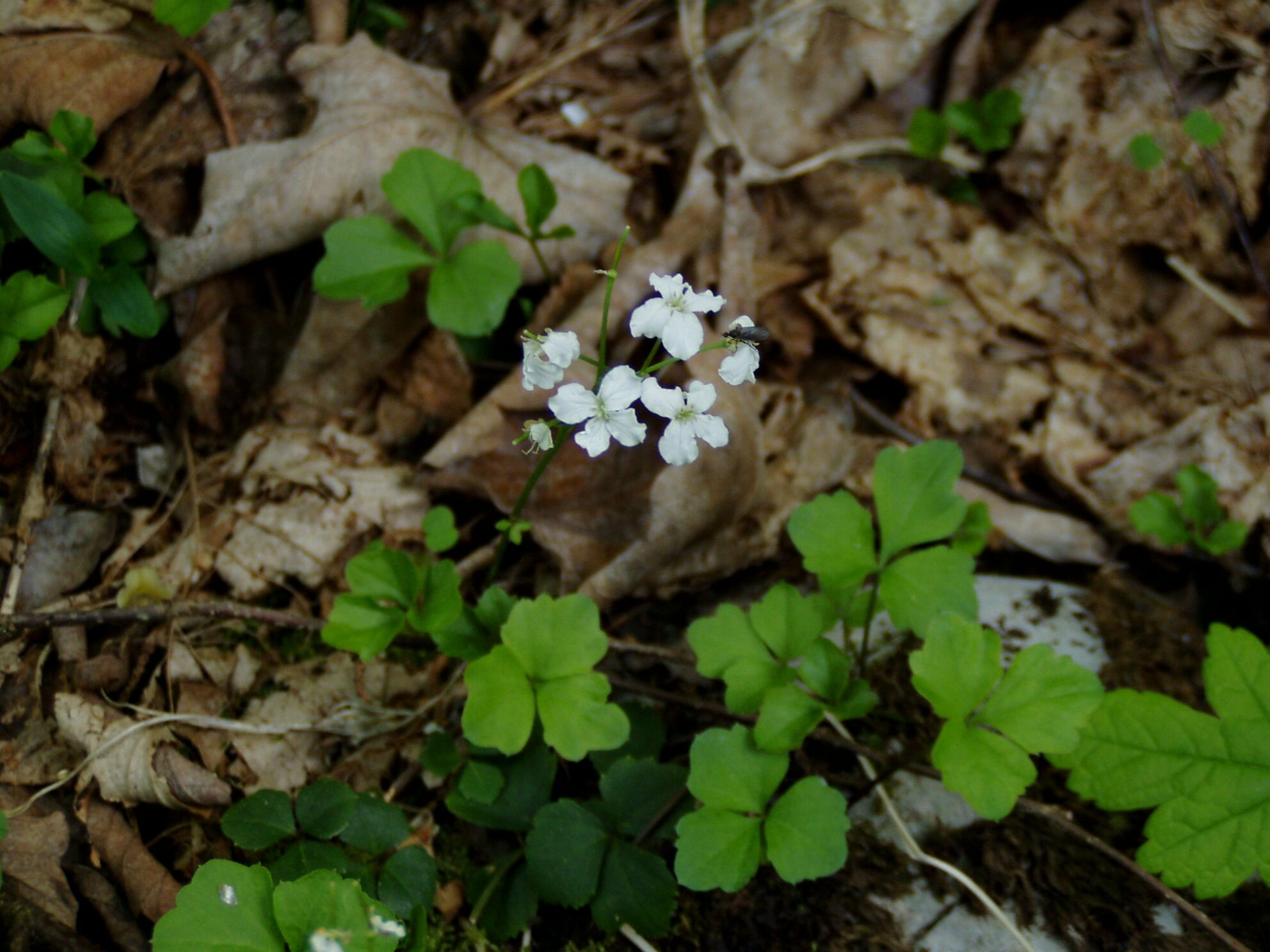
Untergattung Schaumkraut (Subgenus Cardamine): Kleeblättriges Schaumkraut (Cardamine trifolia)

Die Gattung umfasst (früher etwa 150 Arten) etwa 200 Arten.
Die in Mitteleuropa vorkommenden Arten sind:
- Untergattung Zahnwurz (Subgenus Dentaria)
  - Zwiebel-Zahnwurz (Cardamine bulbifera (L.) Crantz)
  - Quirlblättrige Zahnwurz (Cardamine enneaphyllos (L.) Crantz)
  - Ausläufer-Zahnwurz (Cardamine glanduligera O. Schwarz): Sie kommt in Österreich, Ungarn, Tschechien, Slowakei, Polen, Serbien, Bosnien-Herzegowina, Rumänien, Moldawien und in der Ukraine vor.[8]
  - Fieder-Zahnwurz (Cardamine heptaphylla (Vill.) O.E.Schulz)
  - Vielblättrige Zahnwurz (Cardamine kitaibelii Becherer): Sie kommt nach Euro+Med in der Schweiz, Italien, Slowenien, Kroatien und Bosnien-Herzegowina vor.[8]
  - Finger-Zahnwurz (Cardamine pentaphyllos (L.) Crantz)
  - Save-Zahnwurz (Cardamine waldsteinii Dyer)

- Untergattung Schaumkraut (Subgenus Cardamine)
  - Alpen-Schaumkraut (Cardamine alpina Willd.): Es kommt in Spanien, Andorra, Frankreich, Deutschland, in der Schweiz, Italien und in Österreich vor.[8]
  - Bitteres Schaumkraut (Cardamine amara L.)
  - Neuseeländisches Schaumkraut (Cardamine corymbosa Hook. f.)
  - Sumpf-Schaumkraut (Cardamine dentata Schult., Syn.: Cardamine fragmentosa Pénzes & Vida, Cardamine grandiflora Hallier, Cardamine paludosa Knaf, Cardamine palustris (Wimm. & Grab.) Peterm., Cardamine pratensis subsp. dentata (Schult.) Čelak., Cardamine pratensis subsp. paludosa (Knaf) Čelak., Cardamine pratensis subsp. palustris (Wimm. & Grab.) Janch., Cardamine pratensis var. palustris Wimm. & Grab., Cardamine pratensis var. dentata (Schult.) Wimm. & Grab., Cardamine dentata var. palustris (Wimm. & Grab.) Khatri): Es gibt viele Synonyme und es kommt nach Euro+Med in zahlreichen Ländern Europas vor.[8]
  - Wald-Schaumkraut (Cardamine flexuosa With.)
  - Behaartes Schaumkraut (Cardamine hirsuta L.)
  - Spring-Schaumkraut (Cardamine impatiens L.)
  - Májovský-Wiesen-Schaumkraut (Cardamine majovskii Marhold & Záborský): Es kommt in Österreich, Ungarn, Slowenien, Kroatien, Rumänien, in der Slowakei und in der Ukraine vor.[8]
  - Weißes Wiesen-Schaumkraut (Cardamine matthioli Moretti): Es kommt in der Schweiz, Österreich, Tschechien, Polen, Italien, Ungarn, Slowenien, Kroatien, Serbien, Montenegro, Albanien, Bulgarien, Griechenland, Rumänien, Slowakei und in der Ukraine vor.[8]
  - Japanisches Reisfeld-Schaumkraut (Cardamine occulta Hornem. = Cardamine hamiltonii G. Don), Neophyt aus Ost-Asien.[8][9][10] Die Art kommt als Neophyt in zahlreichen Ländern Europas, Asiens, Afrikas und Amerikas vor.[3]
  - Kleinblütiges Schaumkraut (Cardamine parviflora L.): Es kommt in Europa und in Nordamerika vor.[3]
  - Wiesen-Schaumkraut (Cardamine pratensis L.)
  - Resedablättriges Schaumkraut (Cardamine resedifolia L.)
  - Gebirgs-Wiesen-Schaumkraut (Cardamine rivularis Schur): Es kommt nur in Bulgarien und Rumänien vor.[8] Es ist nicht identisch mit der 'Cardamine rivularis', die subalpin in den Ostalpen vorkommt.[4]
  - Kleeblättriges Schaumkraut (Cardamine trifolia L.)
  - Morast-Wiesen-Schaumkraut (Cardamine „udicola“ Jord.), diploid, kaum von den polyploiden Populationen von Cardamine pratensis abgrenzbar.[4] Nach Euro+Med ist sie ein Synonym zu Cardamine pratensis.[8]

- Noch nicht in eine Untergattung eingeordnet:[8]
  - Cardamine acris Griseb.: Sie kommt in Serbien, Bosnien-Herzegowina, Montenegro, Albanien, Bulgarien, Griechenland und Mazedonien vor.[8]
  - Cardamine amporitana (Cadevall) Sennen & Pau: Sie kommt in Spanien und Italien vor.[8]
  - Cardamine apennina Lihová, Tribsch & Marhold: Sie kommt nur in Italien vor.[8]
  - Haselwurz-Schaumkraut (Cardamine asarifolia L.): Es kommt in Frankreich, der Schweiz und Italien vor.[8]
  - Cardamine barbaraeoides Halácsy: Sie kommt in Griechenland vor.[8]
  - Cardamine battagliae Cesca & Peruzzi: Sie kommt nur in Italien vor.[8]
  - Cardamine bellidifolia L.: Sie kommt in Nordamerika, in Grönland, Island, Spitzbergen, Jan Mayen, Schweden, Norwegen, Großbritannien, in Sibirien und im fernöstlichen asiatischen Russland vor.[3]
  - Cardamine bipinnata (C.A.Mey.) O.E.Schulz: Sie kommt in Georgien vor.
  - Cardamine caldeiranum Guthnick: Sie kommt auf den Azoren vor.[8]
  - Cardamine carnosa Waldst. & Kit.: Sie kommt in Kroatien, Serbien, Bosnien-Herzegowina, Albanien, Mazedonien und Griechenland vor.[8]
  - Cardamine castellana Lihová & Marhold: Sie kommt in Spanien vor.[8]
  - Cardamine chelidonia L.: Sie kommt in Korsika, Italien, Sizilien, Kroatien und Bosnien-Herzegowina vor.[8]
  - Cardamine crassifolia Pourr.: Sie kommt in Spanien und in Frankreich vor, wird aber von manchen Autoren als Unterart Cardamine pratensis L. subsp. nuriae (Sennen) Sennen zu Cardamine pratensis gestellt.[3]
  - Cardamine dubia Nicotra: Sie kommt in Sizilien vor.[8][11]
  - Cardamine ferrarii Burnat: Sie kommt in Frankreich und in Italien vor.[8]
  - Cardamine gallaecica (M.Laínz) Rivas-Mart. & Izco: Sie kommt in Spanien vor.[8]
  - Blaugrünes Schaumkraut (Cardamine glauca DC.): Sie kommt in Italien, Sizilien, Slowenien und auf der Balkanhalbinsel vor.[8]
  - Cardamine graeca L.: Sie kommt im zentralen und östlichen Mittelmeergebiet vor.[11]
  - Cardamine granulosa (Arcang.) All.: Sie kommt nur in Italien vor.[8]
  - Cardamine maritima DC.: Sie kommt auf der Balkanhalbinsel vor.[8]
  - Cardamine microphylla Adams: Sie kommt von Sibirien bis Kamtschatka und dem subarktischen Amerika vor.[11]
  - Cardamine monteluccii Brilli-Catt. & Gubellini: Sie kommt in Italien und Sizilien vor.[8]
  - Cardamine nymanii Gand.: Sie kommt in der Subarktis der Nordhalbkugel vor.[8][11]
  - Cardamine opizii J.Presl & C.Presl: Sie kommt nach Euro+Med in Österreich, Polen, Rumänien und in der Ukraine vor.[8]
  - Cardamine pancicii Hayek: Sie kommt in Serbien, Albanien und Bosnien-Herzegowina vor.[8]
  - Cardamine pectinata DC.: Sie wird von manchen Autoren auch als Varietät Cardamine impatiens L. var. pectinata (Pall. ex DC.) Trautv. zu Cardamine impatiens gestellt.[3] In Europa kommt sie in Russland, Bulgarien und Griechenland vor.[8]
  - Cardamine penzesii Ančev & Marhold: Sie kommt in Bulgarien und in der europäischen und asiatischen Türkei vor.[8]
  - Wiesenrautenblättriges Schaumkraut, Plumiers Schaumkraut (Cardamine plumieri Vill., Syn.: Cardamine bocconei Vis., Cardamine corsica Sieber ex Turcz., Cardamine glaucescens Rchb., Cardamine hederacea DC., Cardamine thalictroidea St.-Lag., Cardamine thalictroides All.): Sie kommt in Korsika, Frankreich, in der Schweiz, Italien, Albanien, Bosnien-Herzegowina und Griechenland vor.[8]
  - Cardamine quinquefolia (M.Bieb.) Schmalh.: Sie kommt in Rumänien, Bulgarien, in der europäischen und asiatischen Türkei, in Armenien, Moldawien, in der Ukraine, im europäischen Russland, im Kaukasusgebiet und in Georgien vor.[8]
  - Cardamine raphanifolia Pourr.: Sie kommt in Spanien, Andorra und in Frankreich vor.[8]
  - Cardamine × schulzii Urbanska-Worytkiewicz: Sie kommt in der Schweiz vor.[8]
  - Cardamine seidlitziana Albov: Sie kommt in Georgien, im Kaukasusgebiet und in der Türkei vor.[8]
  - Cardamine silana Marhold & Perný: Sie kommt nur in Italien vor.[8]
  - Cardamine tenera C.A.Mey.: Sie kommt von der Krim und der Türkei bis zum Iran vor.[8][11]
  - Cardamine trifida (Poir.) B.M.G.Jones: Sie kommt in Europa nur in Russland vor.[8]
  - Cardamine uliginosa M.Bieb.: Sie kommt im Gebiet von Libanon-Syrien, in der Türkei, im Irak, Iran, Armenien, Aserbaidschan, Georgien und im Kaukasusgebiet vor.[8][11]
  - Cardamine wiedemanniana Boiss. (Syn.: Cardamine lazica Boiss. & Balansa)[8]: Sie kommt in der Türkei, in Georgien und im Kaukasusgebiet vor.[8]

- Arten außerhalb Europas und des Mittelmeerraumes (Auswahl):
  - Cardamine africana L.: Sie kommt im tropischen und im südlichen Afrika und in Madagaskar vor.[3] In Bolivien und Argentinien ist sie ein Neophyt.[3]
  - Cardamine bonariensis Pers.: Sie ist von Mexiko und Costa Rica bis Südamerika verbreitet.[3]
  - Cardamine bulbosa (Schreb. ex Muhl.) Britton et al. (Syn.: Cardamine rhomboidea (Pers.) DC.): Sie ist von Kanada bis zu den USA weitverbreitet.[3]
  - Cardamine concatenata (Michx.) O.Schwarz (Syn.: Dentaria concatenata Michx., Dentaria laciniata Muhl. ex Willd.): Sie ist von Kanada bis zu den USA verbreitet.[3]
  - Cardamine cordifolia A.Gray (Syn.: Cardamine cordifolia var. lyallii (S.Watson) A.Nelson & J.F.Macbr., Cardamine lyallii S.Watson): Sie ist von Kanada bis zu den USA verbreitet.[3]
  - Cardamine diphylla (Michx.) Alph.Wood: Die Heimat ist das östliche Kanada und die USA[3].
  - Cardamine douglassii Britton: Sie ist in Ontario und in den Vereinigten Staaten verbreitet.[3]
  - Cardamine loxostemonoides O.E.Schulz: Sie kommt vom Himalaja bis Yunnan vor.[11]
  - Cardamine lyrata Bunge: Sie ist in China, Japan, Korea, der Mongolei, Sibirien und in Russlands Fernen Osten verbreitet.[3]
  - Cardamine macrophylla Willd.: Sie ist in weiten Teilen des europäischen als auch im asiatischen Teil Russlands bis China, Japan, Pakistan und dem Himalaja verbreitet.[11]
  - Cardamine maxima (Nutt.) Alph.Wood (Syn.: Dentaria maxima Nutt.): Sie ist im östlichen Kanada und in den nordöstlichen USA verbreitet.[3]
  - Cardamine micranthera Rollins: Sie kommt nur in North Carolina vor.[3]
  - Cardamine nuttallii Greene (Syn.: Cardamine nuttallii var. pulcherrima (Greene) Roy L. Taylor & MacBryde, Cardamine pulcherrima Greene, Cardamine pulcherrima var. tenella (Pursh) Cronquist, Dentaria tenella Pursh): Sie ist von British Columbia, über Washington und Oregon bis Kalifornien verbreitet.[3]
  - Cardamine trichocarpa Hochst. ex A.Rich.: Sie ist von Kamerun bis Äthiopien, Eritrea und Namibia, in Indien, Sri Lanka, im östlichen Himalaja und in KwaZulu-Natal verbreitet.[11]

## Nutzung
Von einigen Arten werden die Blätter gegessen. Bei einigen Arten wurden die medizinischen Wirkungen untersucht.